# Ija Sergejewna Sawwina
Ija Sergejewna Sawwina (russisch Ия Сергеевна Саввина, wiss. Transliteration Ija Sergeevna Savvina; * 2. März 1936 in Woronesch, Sowjetunion; † 27. August 2011 in Moskau, Russland) war eine sowjetisch-russische Film- und Bühnenschauspielerin.

## Leben
Ija Sawwina studierte von 1954 bis 1958 Journalistik an der Lomonossow-Universität und spielte nebenher am Studententheater der Universität. Ab 1960 war sie am Moskauer Mossowjet-Theater engagiert, wo sie unter anderem in den Rollen der Marjutka Filatowa in Boris Lawrenjows Der Einundvierzigste und der Sotschenka Marmeladowa in einer Inszenierung nach Dostojewskis Schuld und Sühne bekannt wurde. Seit 1977 spielte sie am Moskauer Künstlertheater.
Ihr Filmdebüt hatte Sawwina unter dem Regisseur Iossif Cheifiz in der 1960 gedrehten Anton-Tschechow-Verfilmung Die Dame mit dem Hündchen. Sie spielte in dieser Lenfilm-Produktion die Hauptrolle der Anna Sergejewna neben Alexei Batalow. Ija Sawwina wirkte vor allem in Filmdramen und Literaturverfilmungen mit, darunter 1967 in Alexander Sarchis Anna Karenina. Herausragende schauspielerische Leistungen erbrachte sie als Anton Tschechows Schwester Marija Pawlowna in Sergei Jutkewitschs Filmbiografie Sujet für eine Kurzgeschichte (1970) und in Juli Raismans Ein Privatleben (1982).
Ija Sawwina war Autorin von Essays über bekannte Persönlichkeiten des russischen Kinos (Sergei Jurski, Michail Uljanow, Nina Urgant, Faina Ranewskaja, Ljubow Orlowa u. a.). 1976 wurde ihr der Titel Volkskünstler der RSFSR und 1990 Volkskünstler der UdSSR verliehen.

## Filmografie
- 1960: Die Dame mit dem Hündchen (Дама с собачкой)
- 1960: Кроткая
- 1962: Грешница
- 1966: Tanja sucht Freunde (Звонят, откройте дверь)
- 1967: Anna Karenina (Анна Каренина)
- 1968: Die Geschichte von Asja Klajtschina, die liebte, aber nicht heiraten wollte (История Аси Клячиной, которая любила, да не вышла замуж)
- 1970: Sujet für eine Kurzgeschichte (Сюжет для небольшого рассказа)
- 1972: Месяц август
- 1973: Облака
- 1974: Der Alltag der Ärztin Kalinnikowa (Каждый день доктора Калинниковой)
- 1974: Последний подвиг Камо
- 1974: Romanze für Verliebte (Романс о влюблённых)
- 1975: Aus dem Tagebuch eines Schuldirektors (Дневник директора школы)
- 1976: Маяковский смеётся
- 1978: Марка страны Гонделупы
- 1978: Verwirrung der Gefühle (Смятение чувств)
- 1979: Das offene Buch (Открытая книга)
- 1979: Die Fremde (Чужая)
- 1980: Die Garage (Гараж)
- 1980: Drei Jahre (Три года)
- 1982: Ein Privatleben (Частная жизнь)
- 1983: Слёзы капали
- 1985: Verweile, oh Zauber... (Продлись, продлись, очарованье...)
- 1986: Я — вожатый форпоста
- 1987: Запомните меня такой
- 1993: Троцкий
- 2001: Два товарища
- 2005: Постельные сцены
- 2007: Слушая тишину

## Bücher
- Savvina, I. Statʹi Raznykh Let. Minsk: „Ard-Filʹm“, 1996. (russisch)